# Cao Thuần
Cao Thuần  (tiếng Trung: 高淳区, Hán Việt: Cao Thuần khu) là một quận của thành phố Nam Kinh (南京市), tỉnh Giang Tô, Cộng hòa Nhân dân Trung Hoa. Quận Cao Thuần có diện tích 802 km2, dân số 430.000 người. Quận Cao Thuần có các đơn vị hành chính gồm 9 trấn. 